# Edward Gierek
Edward Gierek (ur. 6 stycznia 1913 w Porąbce, zm. 29 lipca 2001 w Cieszynie) – polski robotnik, polityk, od 1946 członek kolejno Polskiej Partii Robotniczej i Polskiej Zjednoczonej Partii Robotniczej (usunięty w 1981), w latach 1970–1980 I sekretarz Komitetu Centralnego Polskiej Zjednoczonej Partii Robotniczej, w latach 1971–1981 członek prezydium Ogólnopolskiego Komitetu Frontu Jedności Narodu, w latach 1976–1980 członek Rady Państwa, poseł na Sejm PRL I, II, III, IV, V, VI, VII i VIII kadencji.
„Dekada gierkowska”, czyli okres sprawowania przez Edwarda Gierka władzy w latach 1970–1980, charakteryzowała się do około 1976 dynamicznym procesem modernizacji i rozwoju społeczno-gospodarczego kraju, który w wyniku wzrastającego zadłużenia zagranicznego i błędnie prowadzonej polityki gospodarczej przeszedł w okres długotrwałego kryzysu gospodarczego, który z kolei doprowadził do kryzysu politycznego w czasie Sierpnia 1980 i usunięcia Edwarda Gierka z Komitetu Centralnego Polskiej Zjednoczonej Partii Robotniczej (w 1980), a następnie usunięcia go z PZPR i internowania (w 1981) w czasie stanu wojennego.

## Życiorys

### Młodość
Edward Gierek urodził się w rodzinie robotniczej, we wsi Porąbka (dziś dzielnicy Sosnowca w Zagłębiu Dąbrowskim). Rodzina Gierków była bardzo religijna. W 1917 w wypadku w kopalni „Kazimierz” zginął jego ojciec Adam, który był górnikiem (w kopalni zginęli też dziadek i pradziadek ze strony matki). Matka, Paulina z domu Gojny (1893–1988), po śmierci męża nie miała możliwości wyżywić rodziny z niskiej renty, w związku z czym zajęła się przemytem do Niemiec lub Austrii, a potem uzyskała pracę w kopalnianej piaskarni. W 1921 matka Gierka ponownie wyszła za mąż, za Antoniego Jarosa (Edward Gierek przybrał nazwisko ojczyma na kilka lat). Gdy kilka lat później Antoni Jaros zmarł na gruźlicę, wdowa wyszła ponownie za mąż, za Władysława Koziaka.
Na początku lat 20. rodzina wyemigrowała z kraju „za chlebem” do Francji. Sam Edward Gierek przybył do niej w 1923, mimo młodego wieku samodzielnie. Kilkumiesięczne opóźnienie w stosunku do reszty rodziny wynikało z przewlekłego zapalenia spojówek, które zdyskwalifikowałoby go podczas kontroli sanitarnej na francuskiej granicy. Początkowo pracował w Messeix w centralnej Francji, potem w Gardanne na południu kraju. W 1926 zaczął pracować w kopalni Arenberg jako ładowacz, po tym jak sfałszował metrykę, w celu dodania sobie kilku lat. W 1929 wyjechał wraz z rodziną do Paryża, gdzie nie udało się im znaleźć pracy. Przez pięć dni spali na ulicach, potem w barakach Armii Zbawienia, a ostatecznie z braku miejsca w nich, w dworcowej poczekalni. Następnie zostali skierowani do miejscowości Belfort. Rok później trafił do położonego w Alzacji Ensisheim, gdzie pracował z ojczymem w kopalni potasu.
Z powodu złego stanu zdrowia ojczyma, pojechał na północ, do departamentu Pas-de-Calais, gdzie rodzina osiedliła się w miejscowości Leforest, a Gierek podjął pracę w kopalni należącej do przedsiębiorstwa Escarpelle. W miejscowej kopalni pracowało ponad 500 Polaków. Gierek udzielał się w Robotniczym Towarzystwie Kulturalno-Oświatowym, w którym uprawiał sport, występował w zespołach artystycznych, słuchał odczytów i czytał rewolucyjną literaturę. W maju 1931 wstąpił do związków zawodowych i polskiej sekcji Francuskiej Partii Komunistycznej, będąc najmłodszym członkiem swojej komórki partyjnej, w której pełnił funkcję łącznika, kolportującego literaturę i ulotki. W 1934 organizował strajk solidarnościowy ze zwalnianymi Polakami w kopalni Leforest. Był to pierwszy strajk okupacyjny we francuskiej kopalni, a strajkujący spędzili pod ziemią 36 godzin. Za organizację strajku został wysiedlony karnie do Polski już dzień po jego zakończeniu jako jeden z 73 strajkujących. Wydalani byli wysiedlani wraz z rodzinami, w związku z czym deportacje objęły łącznie 178 osób.
W listopadzie tego samego roku został powołany do służby wojskowej. Służył w 1 Pułku Artylerii Motorowej. W 1936 po zmianie stanu cywilnego i zakończeniu służby wojskowej wyemigrował do Belgii. W Belgii ponownie działał w partii komunistycznej. Pracował tam w kopalni węgla kamiennego w Eisden w Limburgii. We Francji i Belgii nauczył się płynnie mówić po francusku i w mniejszym stopniu po flamandzku, co później wykorzystywał, jako przywódca kraju, do osobistych kontaktów z zachodnimi przywódcami. Od 1943 działał w belgijskim ruchu oporu, w tzw. Witte Brigade. Edward Gierek pełnił też w Belgii funkcję przewodniczącego Rady Narodowej Polaków i Związku Patriotów Polskich.

### Początek kariery politycznej
W październiku 1946 został członkiem jedenastoosobowego komitetu Polskiej Partii Robotniczej w Belgii. W 1948 wrócił do Polski (rok wcześniej do kraju przyjechała jego żona i synowie). W tym samym roku został członkiem PPR w Polsce. Latem 1949 przeniósł się z Zagórza do Katowic, na osiedle dla funkcjonariuszy Polskiej Zjednoczonej Partii Robotniczej. Następnie został skierowany do Centralnej Szkoły Partyjnej w Łodzi. W 1952 został po raz pierwszy wybrany na posła na Sejm PRL, mandat pełnił w I, II, III, IV, V, VI, VII i VIII kadencji (do dnia 19 grudnia 1980, kiedy to zrzekł się mandatu). W latach 1949–1954 był sekretarzem Komitetu Wojewódzkiego PZPR w Katowicach. W 1954 został członkiem Komitetu Centralnego PZPR. Następnie objął funkcję kierownika Wydziału Przemysłu Ciężkiego KC PZPR. Stanął na czele komisji badającej przyczyny, przebieg i charakter wydarzeń w Poznaniu, w czerwcu 1956. W latach 1956–1970 sprawował wiele, coraz ważniejszych, funkcji partyjnych: był członkiem Biura Politycznego KC PZPR oraz od 1957 I sekretarzem KW PZPR w województwie katowickim, które nazywano gierkowym „księstwem udzielnym”. Skupił tam wokół siebie grupę działaczy partyjnych. W latach pięćdziesiątych związany z „frakcją” puławian. Już na początku lat 60. typowany jako jeden z możliwych następców Władysława Gomułki na stanowisku I sekretarza KC PZPR.

### I sekretarz KC PZPR

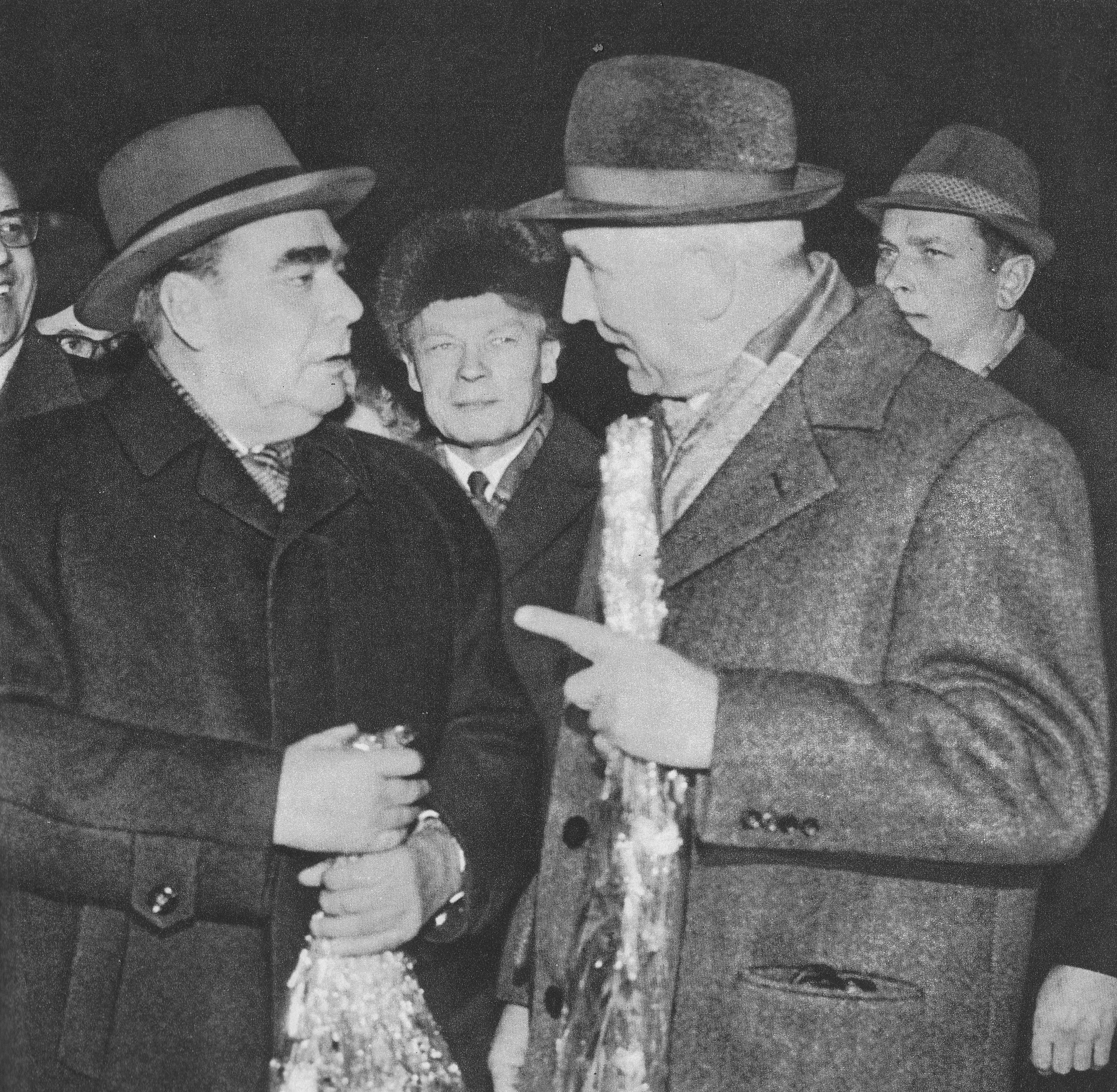
Edward Gierek (z prawej) w rozmowie z sekretarzem generalnym Komunistycznej Partii Związku Radzieckiego Leonidem Breżniewem, początek lat 70.

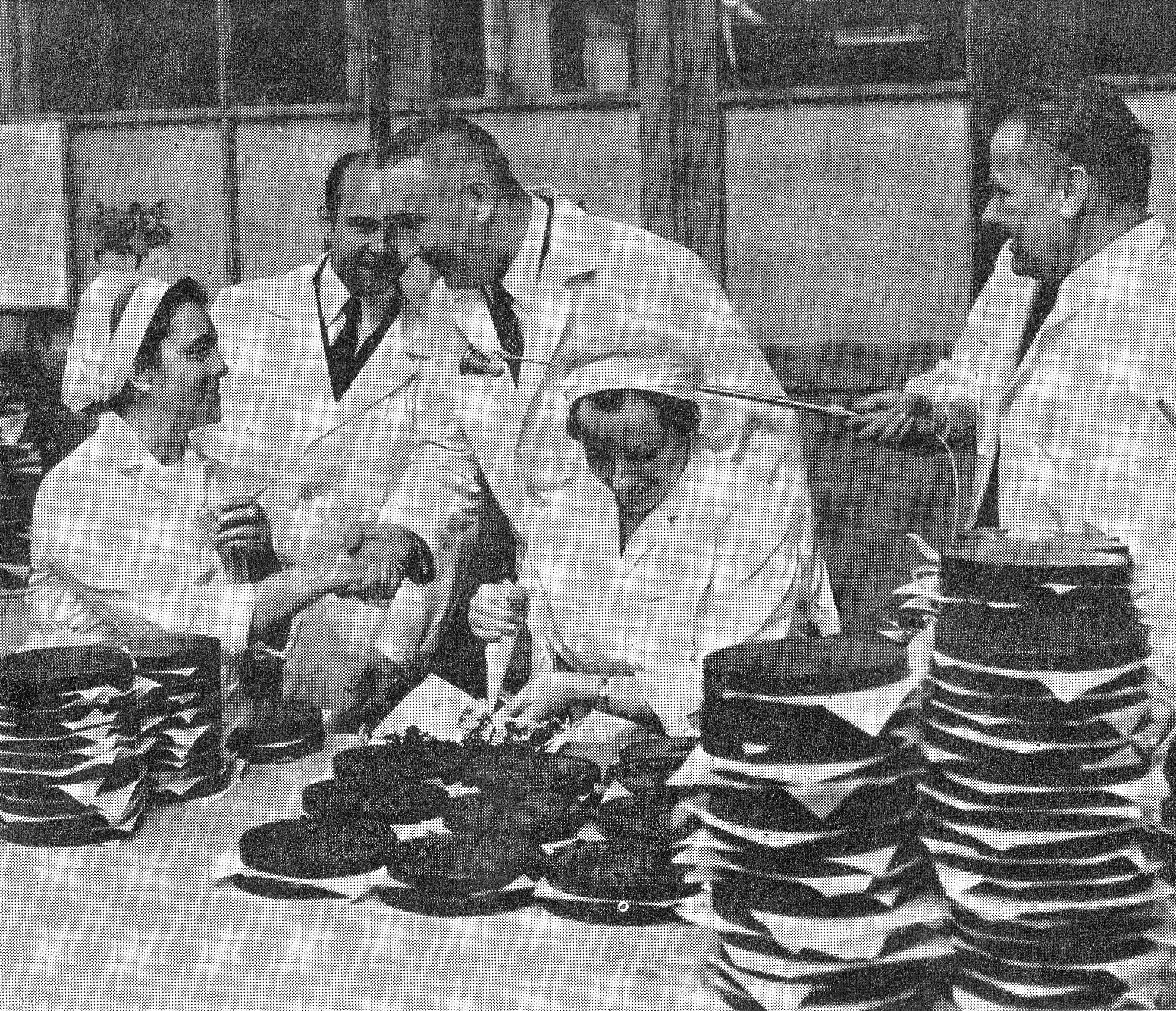
Podczas wizyty w Zakładach 22 Lipca (d. E. Wedel) w Warszawie, 1972

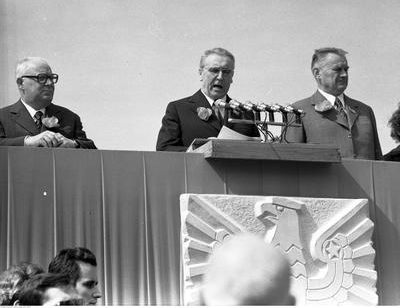
Od lewej: Henryk Jabłoński, Edward Gierek i Piotr Jaroszewicz na trybunie honorowej podczas pochodu 1 maja 1973

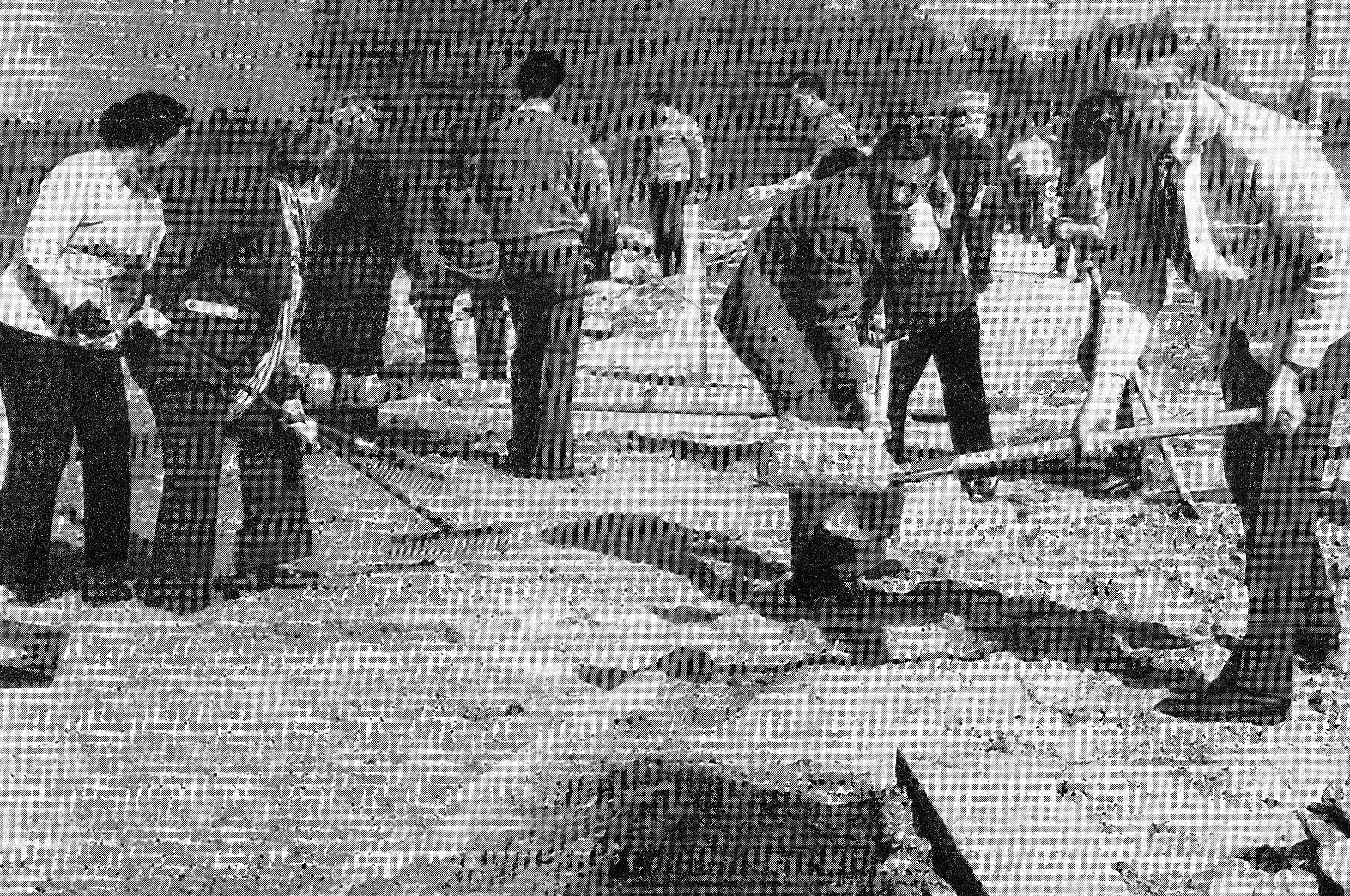
Stanisława i Edward Gierkowie podczas Dnia Czynu Partyjnego w Warszawie, 1974

Pod koniec lat sześćdziesiątych wyrósł na naturalnego przywódcę partii i po krwawo stłumionym wystąpieniu robotników w grudniu 1970 zastąpił skompromitowanego Władysława Gomułkę na stanowisku I sekretarza KC PZPR, z poparciem Piotra Jaroszewicza, Władysława Kruczka i Józefa Tejchmy. 20 grudnia 1970 został wybrany na funkcję I sekretarza KC (szefa) PZPR. Do zmiany na szczytach władzy w PRL doszło wskutek zakulisowych rozgrywek w PZPR oraz działań podjętych przez władze Związku Radzieckiego, które widziały w osobie Gierka następcę niezbyt lubianego przez Komunistyczną Partię Związku Radzieckiego Władysława Gomułki. W wielu kręgach politycznych uznawano Edwarda Gierka za robotniczego populistę, ale ponieważ znał język francuski i przebywał przez pewien czas we Francji i w Belgii, zyskał sympatię prasy zachodniej, rozbudzając tym samym nadzieje społeczne na zmianę polityki społeczno-gospodarczej PZPR. W marcu 1976 wybrany na członka Rady Państwa.
5 stycznia 1971 Edward Gierek odbył pierwszą wizytę w Moskwie. Kierownictwo radzieckie wyraziło oczekiwania skierowane do nowych władz PZPR, że Polska zmieni strukturę własności rolnej w kraju w kierunku upaństwowienia ziemi, zaostrzy politykę wobec Kościoła katolickiego (wbrew oczekiwaniom Moskwy nowe władze PRL złagodziły relacje z Kościołem katolickim), wyeliminuje wpływy niemarksistowskie w naukach społecznych oraz zacieśni powiązania gospodarcze z krajami socjalistycznymi.
Na początku 1971 roku zasłynął wiecowym zawołaniem: No to jak, towarzysze, pomożecie?, podczas którego sala odpowiedziała słabymi brawami. Zmiana na stanowisku I sekretarza PZPR, którym został Edward Gierek, miała dopomóc ekipie władzy w uspokojeniu wrogich im wówczas nastrojów społecznych i do złagodzenia napiętej sytuacji w kraju. Propaganda PRL w celu zapewnienia nowej ekipie zaufania społecznego, podkreślała nieustannie odmienność nowej władzy od poprzedniej, skupionej wokół Władysława Gomułki. Edward Gierek, jeżdżąc do fabryk i rozmawiając z robotnikami, chciał zerwać ze schematami poprzednich ekip, zakazał także wieszania przedstawiających go portretów w urzędach i szkołach. Deklaracje poprawy sytuacji robotników okazały się jednak niesatysfakcjonujące, bowiem już 22 stycznia 1971 wybuchł kolejny strajk w Stoczni Szczecińskiej – bezpośrednim powodem strajku była informacja o podjęciu przez stoczniowców z wydziału rurowni nowych zobowiązań produkcyjnych. Był to efekt polityki wymuszonego zaciągania zobowiązań do ponadnormatywnego czasu pracy. Do strajków w Szczecinie przyłączyły się kolejne 23 zakłady pracy w tym mieście, a 10 lutego 1971 wybuchł nowy strajk w Łodzi, w Zakładach Przemysłu Bawełnianego im. Marchlewskiego. Mimo podjętych negocjacji strajk rozszerzał się i 15 lutego objął kolejne 32 zakłady zatrudniające ponad 100 tysięcy robotników. W efekcie władze musiały przywrócić m.in. ceny mięsa sprzed 13 grudnia 1970.

#### Polityka gospodarcza

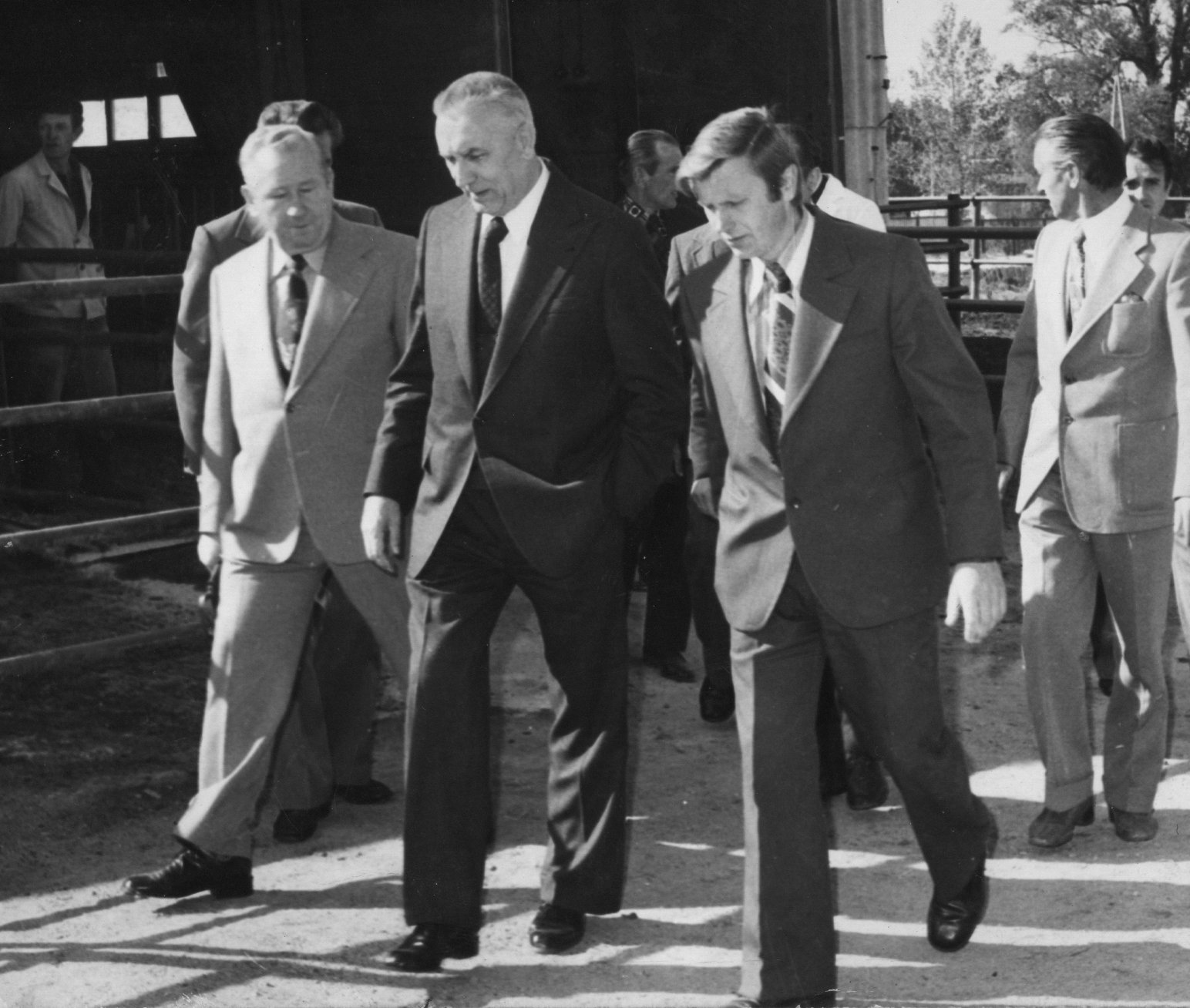
Edward Gierek z wizytą w PGR-ze w Rząśniku

W latach siedemdziesiątych zaciągnął na Zachodzie kredyty na rozwój kraju. Nastąpiło znaczne przyspieszenie rozwoju gospodarczego. Rozpoczęto zwiększanie wydatków konsumpcyjnych z około 25% PKB do prawie 40%, co dało poprawę stopy życiowej obywateli, jednak bardzo trudną później do utrzymania. Jednym z pierwszych posunięć Edwarda Gierka, mających na celu m.in. wyciszenie złych nastrojów społecznych, było podwyższenie 30 grudnia 1970 najniższych pensji, emerytur i zasiłków rodzinnych. Podwyższono również, za pomocą systemu premii za godziny nadliczbowe, poziom wynagrodzeń, który średnio wzrósł o 5%. Zapowiedziano także zamrożenie cen żywności na 2 następne lata.
W latach 70. nastąpił szybki rozwój przemysłu i budownictwa. Budowano do 300 tys. mieszkań rocznie. Wielką rolę odegrało tu budownictwo żelbetowe z prefabrykatów, oparte na technologii tzw. wielkiej płyty. Władzom jednak nie do końca udało się dostosować możliwości produkcyjne do ówczesnego wyżu demograficznego, mimo iż do 1975 powstało 65 fabryk domów i zbudowano ok. 1 mln mieszkań, nie spowodowało to spadku liczby osób oczekujących na mieszkania. Jednak skróciło to czas oczekiwania, który w 1980 wynosił 6 lat. Planowano przekroczyć poziom 300 tys. mieszkań budowanych rocznie i w ciągu dziesięciu lat wybudować ich kolejne 3–3,5 mln, aby w 1990 r. czas oczekiwania wynosił 4 lata. Unowocześniono sieć dróg państwowych, prowadząc obwodnice wokół miast oraz budując dwujezdniowe drogi wylotowe i wiadukty nad liniami kolejowymi. Zaczęto budować pierwsze autostrady (zobacz: olimpijka) oraz drogi szybkiego ruchu (zobacz: gierkówka). Polska stała się producentem wielu wysokiej jakości nowoczesnych produktów przemysłowych o standardzie akceptowanym na Zachodzie. Polska w latach 70. stała się także cenionym wykonawcą robót budowlanych w wielu krajach arabskich, m.in. w Iraku i Libii. Przeprowadzono pewne reformy oświaty. Wielu inwestycji nigdy nie ukończono, głównie z powodu źle skonstruowanego programu inwestycyjnego, który nie bilansował się, co spowodowało zbyt duże dysproporcje w całej gospodarce, doprowadzając przede wszystkim do kryzysu energetycznego i transportowego, związanego z brakiem rozbudowy infrastruktury kolejowej (największe środki przeznaczono na drogi państwowe).
W 1971 PZPR i Zjednoczone Stronnictwo Ludowe przyjęły wspólne, nowe wytyczne polityki rolnej. Zakładały one m.in. wprowadzenie systemu powszechnej opieki zdrowotnej na wsi zbliżonej do tej w miastach, zapewnienie cen skupu produktów rolnych na poziomie opłacalnym z punktu widzenia rolników, zniesienie systemu obowiązkowych dostaw produktów rolnych na rzecz kontraktacji oraz rozluźnienie przepisów o normach obszarowych gospodarstw rolnych (odejście od zasady niemożności sprzedaży ziemi państwowej w ręce prywatne). Jednocześnie wprowadzono emerytury dla rolników bez następców na gospodarstwach. Postanowiono odejść od systemu reglamentacji węgla i pasz dla rolników indywidualnych. Tym samym stworzono model polityki rolnej całkowicie odbiegający od modeli przyjętych w innych krajach Rady Wzajemnej Pomocy Gospodarczej.
W istotny sposób zwiększono nakłady na przemysł spożywczy (cukrownia w Łapach, zamrażalnia owoców w Płońsku, budowa nowoczesnych zakładów mięsnych przy pomocy wykonawców ze Stanów Zjednoczonych i Niemiec Zachodnich, proszkownia mleka przy pomocy Włoch, rozbudowa zakładów „Ursus” w celu produkcji ciągnika na licencji „Fergussona”, czy też wielki kompleks chemiczny w Policach, produkujący m.in. nawozy zbudowany przez firmy francuskie). Opracowano program specjalizacji w rolnictwie (dogodna polityka kredytowa, ulgi podatkowe, pierwszeństwo w nabywaniu ziemi oraz wsparcie doradcze dla gospodarstw). W sadownictwie odniesiono wielkie sukcesy dzięki nowym technikom upraw promowanym przez Instytut Sadownictwa w Skierniewicach. Stworzono od podstaw fermową hodowlę drobiu.
Efektem polityki rolnej był istotny postęp w rolnictwie w pierwszej połowie lat siedemdziesiątych. W latach 1971–1975 produkcja rolna wzrosła o 22% (produkcja zwierzęca zwiększała się corocznie o 7,8%, pogłowie trzody chlewnej zwiększyło się o 60%, skup wieprzowiny zwiększył się o 80%, a wołowiny o 50%, skup mleka o 52%, prawie dwukrotnie zwiększyła się produkcja drobiu). Liczba ciągników w rolnictwie podwoiła się. Zużycie nawozów sztucznych wzrosło o 43%.
Jednocześnie nastąpiło całkowite oderwanie cen detalicznych żywności od kosztów produkcji. Stałe i niskie ceny żywności oraz relatywnie szybki wzrost dochodów ludności spowodowały powstanie rynku producenta i wzrost dotacji budżetowych do produkcji rolnej w miarę jej intensywnego wzrastania.
Załamanie wzrostu produkcji rolnej nastąpiło w 1975, przy wciąż wzrastających potrzebach konsumpcyjnych. Zaczęto ograniczać eksport produktów rolnych, by nasycić rynek wewnętrzny, co spowodowało zmniejszenie nakładów na unowocześnianie rolnictwa i wzrost wydatków dewizowych na import żywności i pasz. Dodatnie przez cały okres powojenny saldo w handlu zagranicznym żywnością po raz pierwszy stało się ujemne.

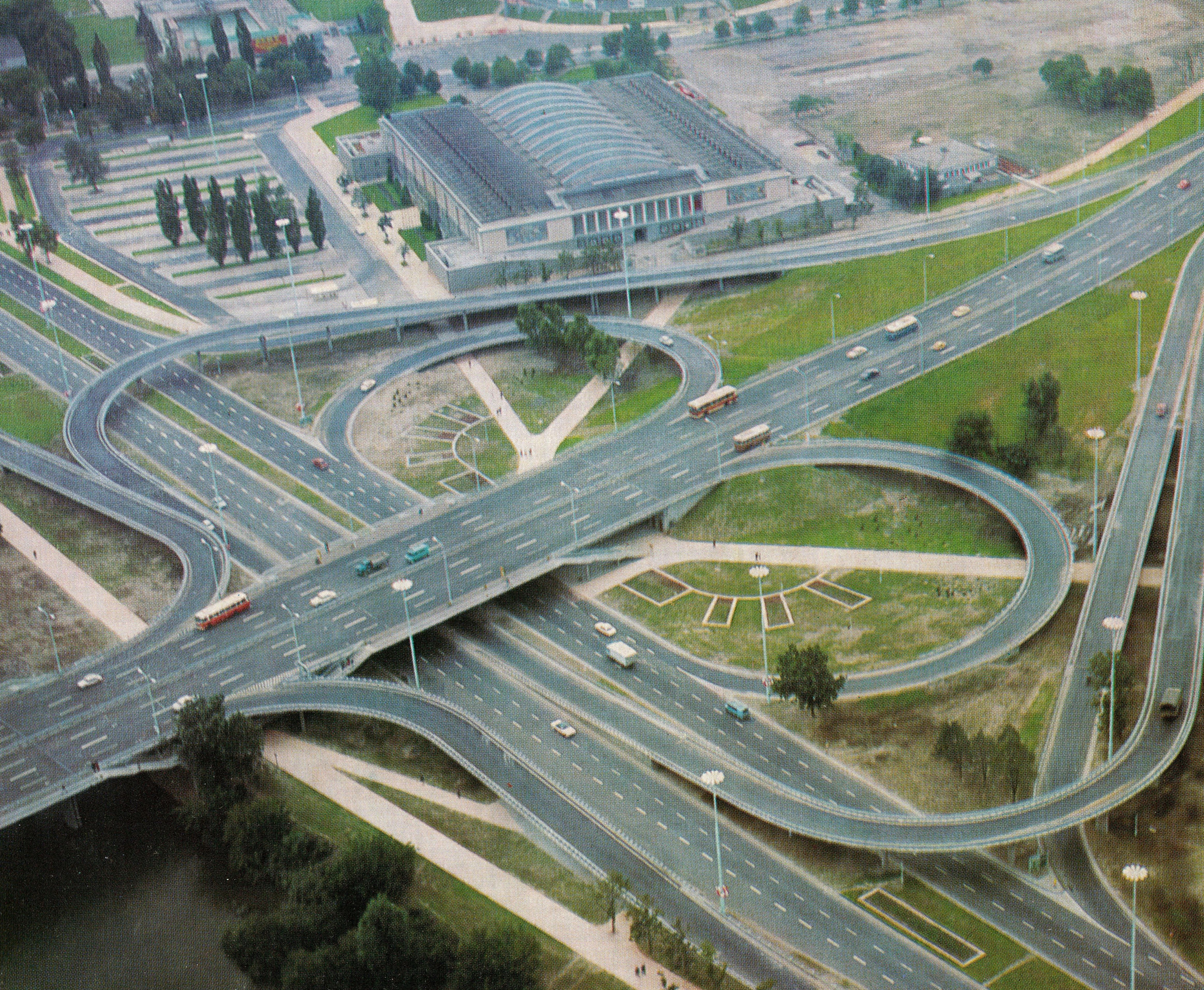
Trasa Łazienkowska w Warszawie, otwarta w 1974; przykład inwestycji z czasów tzw. gierkowskiej dekady

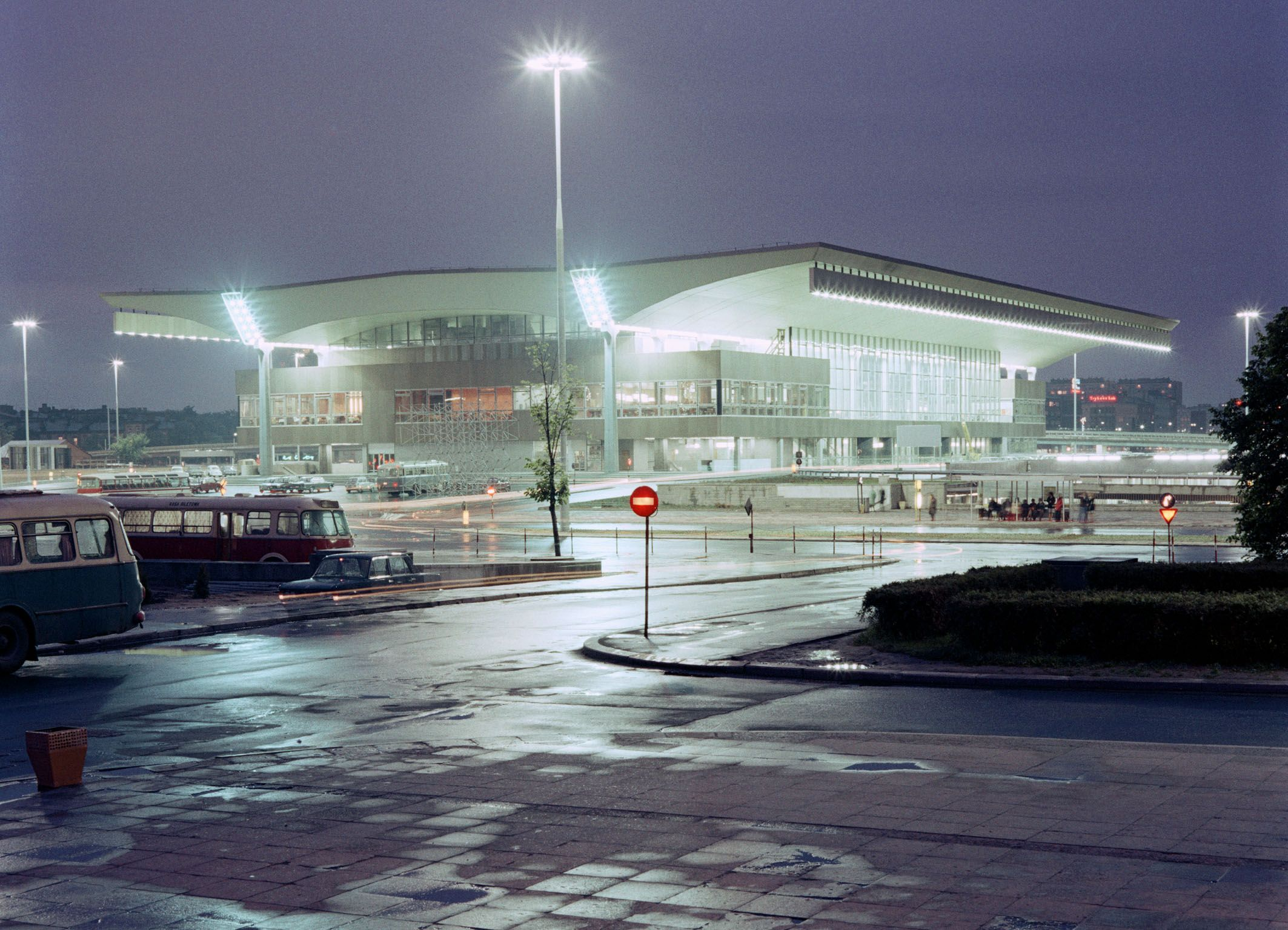
Warszawski Dworzec Centralny otwarty przez Edwarda Gierka 5 grudnia 1975

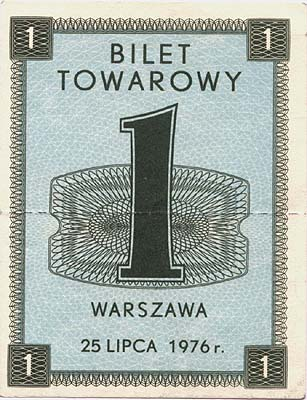
Pierwsza „gierkowska” kartka na cukier z 1976

W sierpniu 1976 rozpoczęło się reglamentowanie sprzedaży cukru (wprowadzono kartki). Jednocześnie występowały coraz większe problemy z zakupem innych towarów, głównie mięsa i jego przetworów. Jednak propaganda sukcesu nie pozwalała ówczesnym władzom na jakąkolwiek korektę linii rozwojowej gospodarki – począwszy od 1976 nastąpił stopniowo upadek polityki wzrostu gospodarczego ekipy Edwarda Gierka, opartej w dużym stopniu na systemie pożyczek zagranicznych, które rosły w lawinowym tempie. W 1970 zadłużenie zagraniczne było minimalne, pod koniec 1971 wyniosło 1,2 mld, w 1975 osiągnęło już 8,4 mld dolarów amerykańskich, w 1977 – 14,9 mld, aby w 1979 przekroczyć kwotę 23,8 mld. Pieniądze te przeznaczono na unowocześnianie przemysłu, zakładając, iż produkcja nowoczesnych artykułów pozwoli na sprzedaż ich na Zachód i na spłatę zaciągniętych kredytów, jednak w warunkach gospodarki socjalistycznej spowodowało to przeinwestowanie sektora przemysłu ciężkiego, wydobywczego i elektromaszynowego, kosztem nakładów na przemysł produkujący artykuły dla ludności, np. włókienniczego i spożywczego. Gwałtowny wzrost zapotrzebowania na energię dla wybranych gałęzi gospodarki, wzmocniony światowym kryzysem paliwowym z lat 70. XX wieku, związaną z nim (wprowadzoną przez RWPG) podwyżką cen ropy naftowej oraz marnotrawstwo spowodowały stopniowo pojawianie się oznak kryzysu gospodarczego. Równolegle systematycznie rosły koszty obsługi zadłużenia zagranicznego, co spowodowało nadmierne obciążenie budżetu państwa i brak funduszy na import artykułów niezbędnych do kontynuacji produkcji przemysłowej w nowych zakładach, pasz dla rolnictwa i zbóż – w efekcie nastąpiło zakłócenie ciągłości cyklu produkcyjnego w kluczowych dla gospodarki sektorach oraz generujących wymierne straty finansowe przestojów w pracy fabryk, głównie z powodu braku surowców, niezbędnych podzespołów i rosnącego deficytu energii. Dodatkowym czynnikiem, który wpłynął negatywnie na wydajność gospodarki, była zima stulecia z 1978 na 1979 rok.

#### Polityka zagraniczna
Biuro Polityczne KC PZPR rozpoczęło politykę otwarcia na świat i rozwinęło rozległe kontakty handlowe Polski, także z państwami kapitalistycznymi, jednocześnie jednak rozpoczęto działania zmierzające do głębszej współpracy w sferze gospodarczej i politycznej ze Związkiem Radzieckim.

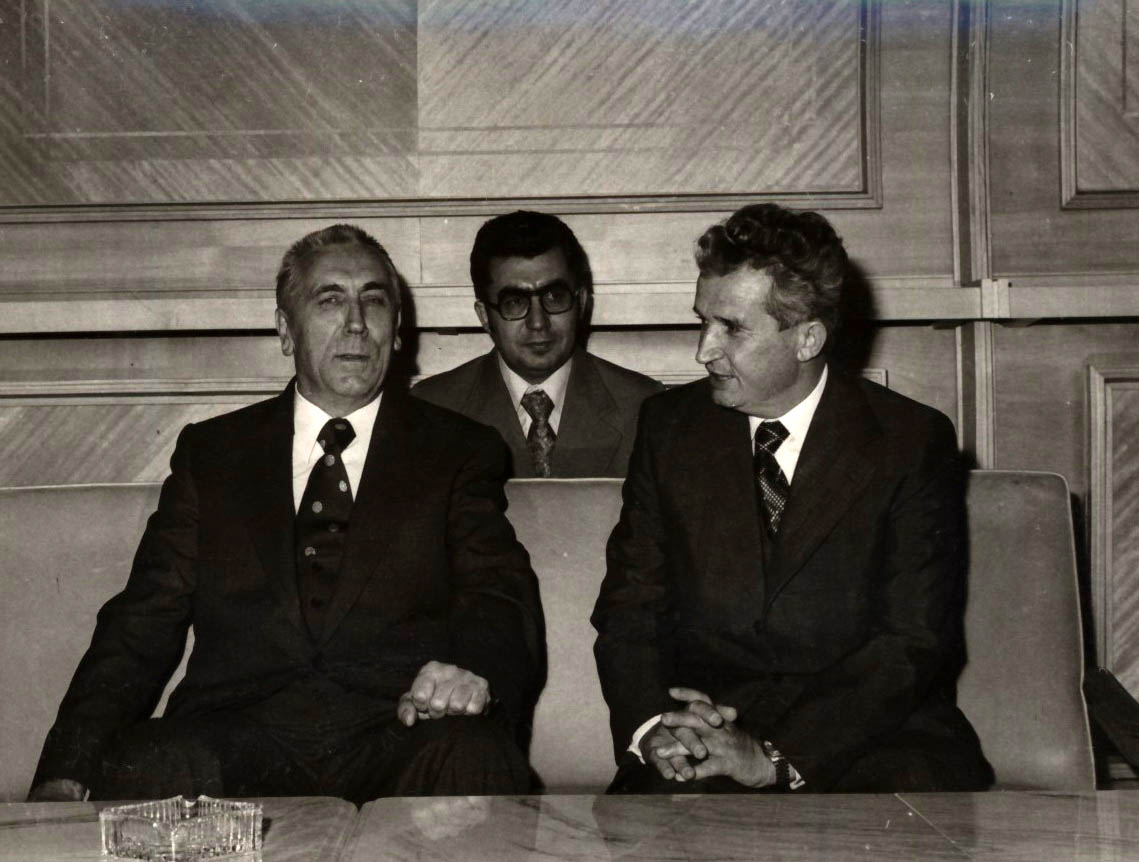
Edward Gierek i Nicolae Ceaușescu w 1976

Zwolennicy polityki Edwarda Gierka twierdzą, iż mimo że w sferze werbalnej polityka Gierka wobec ZSRR była pełna znaków wiernopoddańczych (np. wpisanie do konstytucji „wieczystej przyjaźni z ZSRR” w 1976, przyznanie Leonidowi Breżniewowi orderu Virtuti Militari), to w sferze faktów Polska była wtedy bardziej niż kiedykolwiek w czasach PRL niezależna w stosunku do Związku Radzieckiego. Mimo oficjalnych deklaracji Edwarda Gierka (np. podczas swojej pierwszej wizyty w Moskwie po objęciu funkcji I sekretarza w dniu 5 stycznia 1971 na spotkaniu z Leonidem Breżniewem w Moskwie zadeklarował, iż: (...) Chcemy bardziej zacieśnić współpracę Polski ze Związkiem Radzieckim. Chcemy oderwać się od niedobrych praktyk orientowania się na Zachód.) to w dziedzinie rolnictwa postawiono na znaczne ułatwienia w prowadzeniu działalności gospodarczej przez rolników indywidualnych, nastąpiła zdecydowana poprawa relacji z Kościołem katolickim, modernizowano przemysł w oparciu o zachodnie technologie licencyjne, nastąpiła intensyfikacja współpracy naukowej z krajami zachodnimi i rozwój z nimi stosunków dyplomatycznych. Od połowy lat siedemdziesiątych krytycyzm ZSRR względem ekipy Gierka narastał. Żądania dotyczyły w szczególności zmiany polityki względem sektora rolniczego i opozycji politycznej. Zwracano uwagę na nadmierne zadłużenie na Zachodzie, które może zamienić się w uzależnienie polityczne.

Edward Gierek i Jimmy Carter – powitanie w 1977

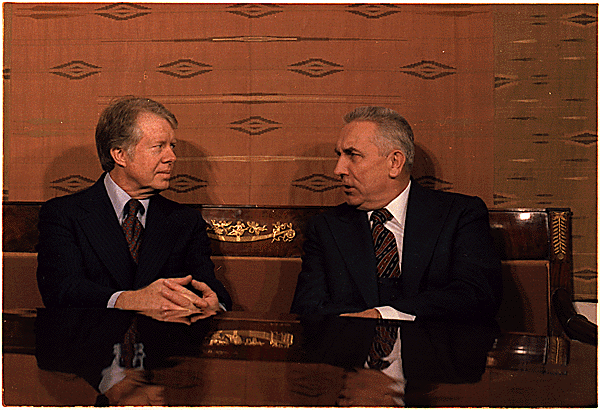
Edward Gierek z Jimmym Carterem – spotkanie 30 grudnia 1977

Z kolei przeciwnicy zwracają uwagę, iż ich zdaniem było odwrotnie, gdyż polityka Edwarda Gierka w stosunku do Związku Radzieckiego była pełna uległości. M.in. w połowie dekady podjęto inicjatywę zmiany konstytucji PRL z 1952, której jednym z elementów było dodanie zapisu o „wiecznej przyjaźni z ZSRR” (10 lutego 1976 Sejm uchwalił zmiany). Pod wpływem żądań radzieckich zaostrzono politykę wobec rolnictwa, zezwolono pod naciskiem Sowietów na wybudowanie w Polsce szerokotorowej Linii Hutniczo-Siarkowej i konsultowano nieomal każdą decyzję gospodarczą.
Edward Gierek prowadził politykę zagraniczną bardziej otwartą na kraje zachodnie, niż jego poprzednicy. Związane było to z panującym wówczas okresem odprężenia w stosunkach międzynarodowych. Wyrazem tego były m.in. liczne spotkania z kolejnymi amerykańskimi prezydentami: Richardem Nixonem (1972), Geraldem Fordem (1975) i Jimmym Carterem (1977). Intensywne stosunki utrzymywał również z najważniejszymi osobistościami polityki zachodnioniemieckiej: niemieckim prezydentem Walterem Scheelem, kanclerzem Willy Brandtem oraz kanclerzem Helmutem Schmidtem (u tego gościł na kolacji w prywatnym mieszkaniu, a Schmidt spędzał wakacje w Polsce przypływając tu swoim jachtem). Pierwszą wizytę oficjalną na Zachodzie po objęciu władzy złożył Edward Gierek na zaproszenie ówczesnego prezydenta Georges’a Pompidou w Paryżu. W stolicy Francji bywał z oficjalnymi wizytami, kilkakrotnie nawiązując przyjacielskie stosunki z ówczesnym prezydentem Francji Valérym Giscardem d’Estaingem (z którym Edward Gierek mógł swobodnie porozumiewać się w języku francuskim), który zresztą bywał nieoficjalnie z prywatnymi wizytami w Bieszczadach, gdzie prowadził polowania.
W 1972 zawarto umowę z NRD o bezwizowym ruchu granicznym między oboma krajami.
O pozycji Polski czasów Gierka na arenie międzynarodowej świadczy choćby fakt, iż po inwazji ZSRR na Afganistan w 1979 prezydent Pakistanu Muhammad Zia ul-Haq sondował, czy Edward Gierek nie zgodziłby się na rolę mediatora w konflikcie. Również Gierek był inicjatorem spotkania na szczycie Francja-ZSRR w Warszawie w Wilanowie w 1980, które to spotkanie miało zahamować powracającą zimną wojnę między Wschodem a Zachodem.
Polska stała się krajem tranzytowym dla arabskich grup terrorystycznych, takich jak Hezbollah czy Ludowy Front Wyzwolenia Palestyny, które za pośrednictwem Polski transferowały broń lub wykorzystywały ją jako bazę dla swoich przywódców. W Polsce w latach 80. przebywali Ilich Ramírez Sánchez, Abu Abbas oraz współautorzy masakry w Monachium sprzed ośmiu lat – Abu Nidal (do 1987) i Abu Daoud (na którego w 1981 dokonano w Warszawie nieudanego zamachu).

#### Stosunki z Kościołem katolickim
Edward Gierek i jego współpracownicy dążyli do normalizacji stosunków z Watykanem i Kościołem katolickim w Polsce.
W 1974 ustanowiono stałe kontakty robocze między PRL a Watykanem. W 1976 premier Piotr Jaroszewicz (zapewne po uzgodnieniu z Edwardem Gierkiem) złożył życzenia urodzinowe (75. rocznica) prymasowi Stefanowi Wyszyńskiemu. Edward Gierek dwukrotnie spotykał się z prymasem Wyszyńskim (w 1977 i 1979). 1 grudnia 1977 Edward Gierek jako pierwszy przywódca komunistyczny spotkał się z papieżem, którym był wówczas Paweł VI (na prośbę Edwarda Gierka papież przekazał mu różaniec dla jego matki – osoby wierzącej). Polska delegacja z przewodniczącym Rady Państwa prof. Henrykiem Jabłońskim wzięła udział w inauguracji pontyfikatu papieża Jana Pawła II w 1978. Po wyborze Karola Wojtyły na papieża władze postanowiły skierować do niego depeszę gratulacyjną podpisaną nie tylko przez tytularną głowę państwa – przewodniczącego Rady Państwa – co było zgodne z protokołem dyplomatycznym, ale i przez I sekretarza KC PZPR. Oficjalnie władze wyrażały radość z wyboru Jana Pawła II, ale członkowie władz partyjnych przyjęli ten fakt z przygnębieniem. Towarzysze, mamy problem – stwierdził Gierek, otwierając pierwsze po wyborze papieża posiedzenie Biura Politycznego. Wizyta Jana Pawła II w ojczyźnie w 1979 była pierwszym pobytem głowy Kościoła katolickiego w kraju tzw. bloku socjalistycznego. Podczas tej pielgrzymki doszło do spotkania polskiej delegacji z Edwardem Gierkiem na czele z papieżem Janem Pawłem II.
Jednocześnie znacznie rozbudowywano Departament IV Ministerstwa Spraw Wewnętrznych, zajmujący się infiltrowaniem Kościoła, nie zaprzestano także mniejszych lub większych szykan wobec duchowieństwa, prowadzono politykę ograniczania wpływów Kościoła.

#### Stosunek do opozycji politycznej
Zmiana podziału administracyjnego kraju w 1975 (wprowadzająca 49 województw) spowodowała – oprócz zamierzonego osłabienia konkurencji dla Edwarda Gierka wewnątrz PZPR – również osłabienie jej struktur terenowych, zwłaszcza gminnych organizacji partyjnych, zastępujących organizacje powiatowe. Otworzyło to w terenie pole dla działania organizacji opozycyjnych i protestów społecznych, którym nie były w stanie należycie przeciwstawić się nieokrzepłe w pełni struktury gminne PZPR. 24 czerwca 1976, na skutek pogarszającej się sytuacji gospodarczej kraju, Komitet Centralny PZPR wprowadził regulacje cen. Podwyżki objęły większość produktów żywnościowych i wywołały społeczne niezadowolenie – doszło do zamieszek. Podczas ich trwania zatrzymano ponad 600 osób, z których 72 skazano na kary więzienia, dalszych 1000 wyrzucono z pracy, a brutalne represjonowanie uczestników demonstracji (ścieżki zdrowia, wyrzucanie z pracy) spowodowało powstanie opozycji demokratycznej: Komitetu Obrony Robotników, Ruchu Obrony Praw Człowieka i Obywatela, Komitetu Samoobrony Społecznej „KOR” i Wolnych Związków Zawodowych Wybrzeża.

#### Polityka kulturalna
Dekada lat 70. w Polsce to również niekwestionowany rozwój polskiej kultury, nauki i sportu, na które państwo przeznaczało wysokie nakłady. O odbudowie Zamku Królewskiego w Warszawie zdecydowało 19 stycznia 1971 nowe kierownictwo PZPR. Nie bez znaczenia dla podjęcia tej decyzji były krwawe wydarzenia Grudnia 1970 na Wybrzeżu, które wymusiły na rządzących spełnienie niektórych społecznych oczekiwań także w sferze kultury. Odbudowany zamek stać się miał miejscem uroczystości i aktów o charakterze państwowym i narodowym oraz zebrań naukowych, kulturalnych i społecznych o szczególnym znaczeniu. Jako muzeum Zamek Królewski miał stworzyć możliwość ukazania społeczeństwu wybitnych osiągnięć polskiej kultury, nauki i historii oraz narodowych pamiątek. Prawną legitymizacją tych ustaleń była podjęta 5 września 1979 uchwała Rady Ministrów powołująca Zamek Królewski w Warszawie – Pomnik Historii i Kultury Narodowej.

### Odsunięcie od rządów
Upadek Edwarda Gierka był związany z falą strajków w lipcu/sierpniu 1980 i powstaniem Niezależnego Samorządnego Związku Zawodowego „Solidarność”. Jeszcze przed podpisaniem porozumień sierpniowych oficjalne komunikaty prasowe podawały, że Edward Gierek przekazał tymczasowo władzę Stanisławowi Kani ze względu na chorobę serca i konieczność hospitalizacji. 5 września trafił do kliniki w Aninie z objawami zawału. 6 września 1980, na VI Plenum PZPR, formalnie zdecydowano o odebraniu Edwardowi Gierkowi stanowiska I sekretarza KC PZPR i wybrano w jego miejsce Stanisława Kanię. Na posiedzeniu KC PZPR obradującym w dniach 1–2 grudnia tego samego roku został razem z Piotrem Jaroszewiczem usunięty z Komitetu Centralnego. 19 grudnia został usunięty z Rady Państwa i zrzekł się mandatu posła. 18 maja 1981 stanął przed powołaną przez PZPR komisją Grabskiego (powołaną głównie do zbadania sprawy nadużyć wysokich funkcjonariuszy partyjnych PZPR, związanych z nieprawidłowym wykorzystaniem pożyczek zagranicznych z lat 70.). Raport komisji Tadeusza Grabskiego został ogłoszony w lipcu 1981 na IX Zjeździe PZPR (upublicznił go dopiero w 1985 emigracyjny Instytut Literacki w Paryżu). Mimo że twórcy raportu nie wnioskowali o usunięcie Edwarda Gierka z PZPR, delegaci na zjazd podjęli taką uchwałę, co było ewenementem na skalę całego bloku wschodniego.
W stanie wojennym na polecenie generała Wojciecha Jaruzelskiego został zatrzymany przez funkcjonariuszy Biura Ochrony Rządu i milicjantów w swoim domu w Ustroniu. Był internowany w ośrodku w Głębokiem koło Koszalina, dokąd został przetransportowany śmigłowcem. 6 stycznia 1982 prokuratura generalna wydała komunikat o prowadzeniu 218 postępowań karnych przeciwko byłym członkom kierownictwa PZPR. Został zwolniony z internowania w grudniu 1982 i został otoczony stałą obserwacją. Specjalna komisja partyjna PZPR oskarżyła go o przywłaszczenie domu i działki w Katowicach przy ul. Różyckiego 16 o wartości 26,5 mln zł. Toczące się do lutego 1984 postępowanie karne w sprawie domu w Katowicach i Ustroniu oceniał w Prokuraturze Generalnej specjalny zespół, który stwierdził, że albo brakuje dowodów winy, albo brak jest przesłanek do stwierdzenia przestępstwa, a zastępca prokuratora generalnego Józef Żyta stwierdził, że zasugeruje prokuratorowi generalnemu zastosowanie w tym przypadku amnestii.

### Poza polityką, ostatnie lata życia i śmierć
Lata osiemdziesiąte spędził w gronie rodzinnym. Pogarszał się także jego stan zdrowia, ujawniła się nabyta pylica płuc. Utrzymywał bliskie kontakty z byłym kanclerzem Niemiec Helmutem Schmidtem, który odwiedził go prywatnie podczas pobytu w Polsce w latach osiemdziesiątych. W listopadzie 1989 udzielił Januszowi Rolickiemu wywiadu, na podstawie którego powstała pierwsza książka Edward Gierek. Przerwana dekada. Wywiad rzeka. W tym samym roku ukazały się Edward Gierek: replika oraz Smak życia.
Edwardowi Gierkowi odebrano polską emeryturę, do końca życia pobierał rentę z Francji i emeryturę z Belgii. Ostatnie lata życia spędził w swoim domu w Ustroniu przy ul. Zielonej, gdzie często spotykał się z Januszem Rolickim – głównym obrońcą jego postaci przed krytyką ugrupowań postsolidarnościowych.

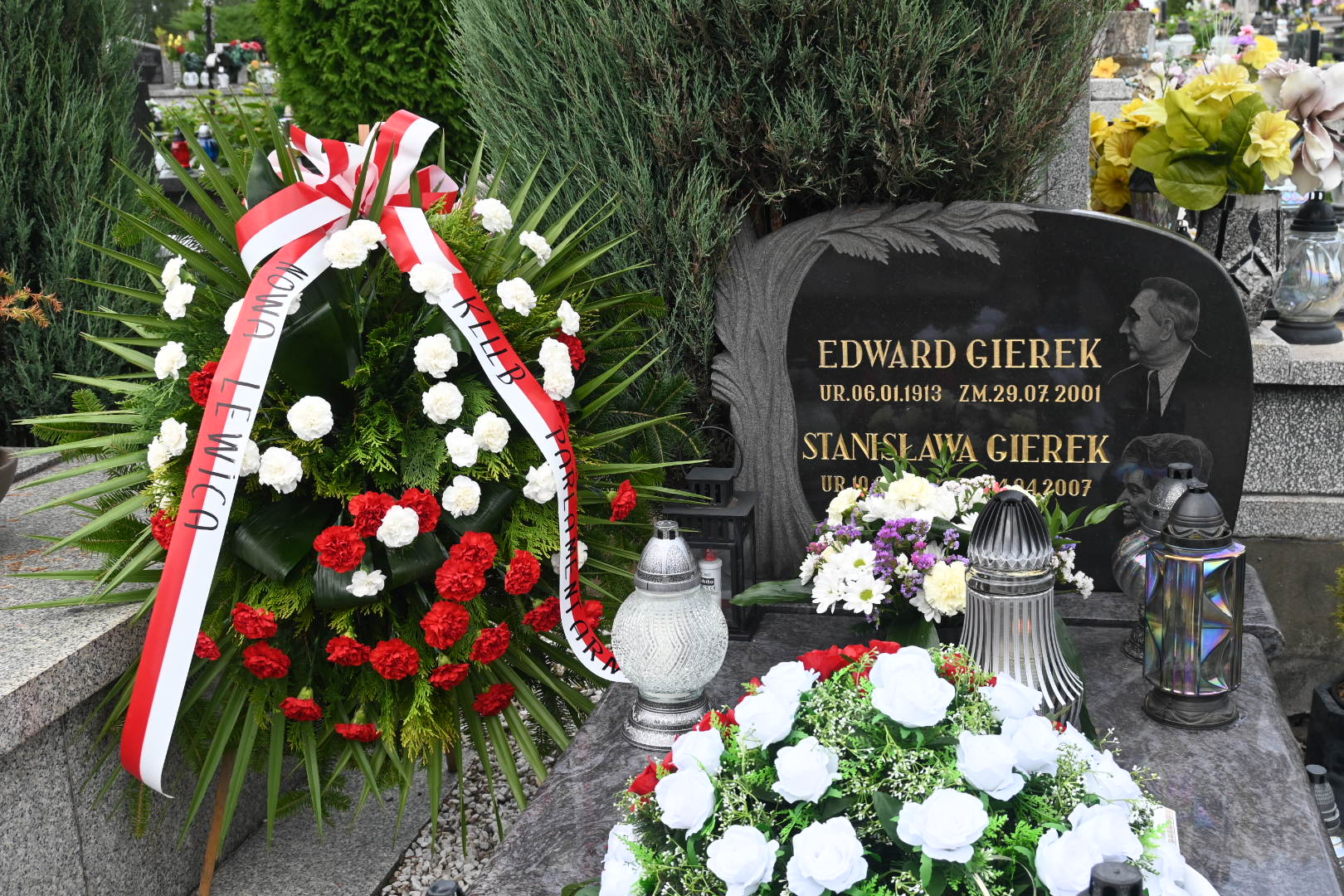
Grób Edwarda i Stanisławy Gierków na cmentarzu w Sosnowcu-Zagórzu

Zmarł 29 lipca 2001 ok. godz. 6.30 w Szpitalu Śląskim w Cieszynie na pylicę płuc, wiązaną z jego pracą w górnictwie w młodości. 3 sierpnia 2001 został pochowany na katolickim cmentarzu w Sosnowcu-Zagórzu. W pogrzebie Edwarda Gierka wzięło udział około 10 tysięcy osób. Zgodnie z jego życzeniem pogrzeb miał charakter świecki. W pogrzebie uczestniczyli trzej byli premierzy: Edward Babiuch, Zbigniew Messner oraz Mieczysław Rakowski, górnicy, a także członkowie Związku Komunistów Polskich „Proletariat” oraz przewodniczący Unii Pracy Marek Pol. Z powodów politycznych na pogrzebie nie pojawili się prezydent Aleksander Kwaśniewski oraz premier Jerzy Buzek. Zabrakło także lidera Sojuszu Lewicy Demokratycznej, Leszka Millera. W kwietniu 2007, w tym samym grobie, została pochowana żona Edwarda Gierka, Stanisława.

## Życie prywatne
Najstarszy syn Edwarda Gierka, Adam (ur. 1938), był od października 2001 do czerwca 2004 senatorem V kadencji, a następnie został posłem do Parlamentu Europejskiego. Podczas sprawowania mandatu senatora przystąpił do Unii Pracy, której w latach 2010–2013 był wiceprzewodniczącym.
Edward i Stanisława Gierkowie mieli jeszcze dwóch synów: Zygmunta (ur. 1940, zmarł w wieku niemowlęcym) i Jerzego (1942–2016).
W 1997 wraz ze swoją żoną otrzymał Medal za Długoletnie Pożycie Małżeńskie.

## Ocena rządów Edwarda Gierka
Według badań Centrum Badania Opinii Społecznej z 2001 przeprowadzonych po śmierci Edwarda Gierka 50% respondentów oceniło pozytywnie jego działalność. Natomiast według sondażu przeprowadzonego na zlecenie „Gazety Wyborczej”, Radia Zet i TVN w 2004, 46% respondentów wskazało Edwarda Gierka jako osobę, która zrobiła najwięcej dla Polski wśród przywódców powojennych.
Krytycy podkreślają, iż mimo niewątpliwych osiągnięć ekipy Edwarda Gierka, polityka ratowania gospodarki przez zaciąganie kredytów na Zachodzie mogła być prowadzona za przyzwoleniem Związku Radzieckiego. Kredyty zostały ostatecznie spłacone 29 października 2012 ostatnią ratą dla Klubu Londyńskiego w wysokości 297 milionów dolarów.
Zwolennicy Edwarda Gierka wskazują na znaczący wzrost poziomu życia obywateli polskich w trakcie jego rządów oraz na dokonaną modernizację kraju.

## Upamiętnienie
Po śmierci Edwarda Gierka wzrosła jego popularność. W 2002 w Sosnowcu, dla upamiętnienia jego osoby i dokonań, powstało Społeczne Ogólnopolskie Stowarzyszenie im. Edwarda Gierka. Od 2004 działa także formacja Ruch Odrodzenia Gospodarczego im. Edwarda Gierka (w latach 2005–2017 zarejestrowana jako partia polityczna), na której czele stał (do śmierci w 2021) były szef doradców I sekretarza, Paweł Bożyk. Kilkanaście szkół na terenie kraju zgłosiło aspiracje do otrzymania jego imienia. Podczas kampanii przed drugą turą wyborów prezydenckich w 2010 kandydat Prawa i Sprawiedliwości Jarosław Kaczyński powiedział, że Edward Gierek był komunistycznym, ale jednak patriotą. W tym samym roku powstał również Instytut im. Edwarda Gierka. W styczniu 2013 Sojusz Lewicy Demokratycznej zaprezentował pomysł nazwania roku 2013 rokiem Edwarda Gierka.
W Ujściu Noteckim przy głównej drodze krajowej nr 11 na terenie prywatnym w 2003 ustawiono pomnik Edwarda Gierka – z uwagi na brak zgody na budowę, pomnik posadowiono na kółkach. Pomnik został schowany w 2005. Budowę pomnika Edwarda Gierka planowano także we Włocławku w latach 2002–2010. W 2008 pomnik stanął w Czumowie koło Hrubieszowa w 2008 na terenie prywatnym, lecz w tym samym roku został przez właściciela rozebrany. W 2004 planowano, by Edward Gierek został patronem budynku Urzędu Miasta w Dąbrowie Górniczej.
W 2004 we wsi Waszkowskie otwarto Salę Gimnastyczną im. Edwarda Gierka.
Ulice Edwarda Gierka znajdowały się w Smardzowie (od 2002) oraz w Strachówku (od 2012). Obie nazwy zostały nadane na wniosek mieszkańców, przy braku innych propozycji. Zmieniono jednak ich nazwy w 2017, na mocy tzw. ustawy dekomunizacyjnej. Podobnie w grudniu 2017 stało się z noszącym jego imię rondem w centrum Sosnowca. Nazwa obiektu została zmieniona pomimo znaczącego sprzeciwu większości mieszkańców i radnych miasta. Rondo Edwarda Gierka znajdowało się także do 2006 w Piotrkowie Trybunalskim.
13 lipca 2018 we Francji odbyła się uroczystość z okazji nadania nazwy Ulicy im. Edwarda Gierka (fr. Rue Edward Gierek) jednej z nowych ulic w mieście Auby, w wyniku jednogłośnej decyzji rady miasta (uzasadnianej m.in. działaniami rządu polskiego, w ramach których zmieniono nazwy ulic w toku dekomunizacji). Auby sąsiaduje z miastem Leforest, gdzie Edward Gierek mieszkał jako górnik na emigracji zarobkowej. W uroczystości uczestniczyły m.in. władze miast Auby, Leforest, Czeladzi (miasta partnerskiego Auby) i Sosnowca, a także eurodeputowany Adam Gierek i przedstawiciele Francuskiej Partii Komunistycznej oraz Komunistycznej Partii Polski.

## Edward Gierek w filmie
Postać Edwarda Gierka pojawia się w radzieckim filmie wojennym Jurija Ozierowa Żołnierze Wolności (1977), w którym jego rolę zagrał Edward Linde-Lubaszenko. W serialu komediowym Świat według Kiepskich w epizodach w rolę Edwarda Gierka wcielił się Adam Frąckowiak.
W styczniu 2022 premierę miał film biograficzny Gierek w reżyserii Michała Węgrzyna, w którym główną rolę zagrał Michał Koterski.

## Odznaczenia i wyróżnienia

### Polskie
- Order Budowniczych Polski Ludowej (1963)[108]
- Krzyż Wielki Orderu Odrodzenia Polski (1978, pozbawiony w 1981)[109]
- Order Sztandaru Pracy I klasy
- Złoty Krzyż Zasługi (1946)[110]
- Krzyż Partyzancki
- Medal 30-lecia Polski Ludowej (1974)[111]
- Odznaka tytułu honorowego „Zasłużony Górnik Polskiej Rzeczypospolitej Ludowej” (1976[112], pozbawiony w lipcu 1981[113])
- Medal za Długoletnie Pożycie Małżeńskie (1997)[114]
- Złoty Medal „Za zasługi dla obronności kraju”
- Srebrny Medal „Za zasługi dla obronności kraju”
- Brązowy Medal „Za zasługi dla obronności kraju”
- Odznaka 1000-lecia Państwa Polskiego (1963)[115]
- Krzyż „Za Zasługi dla ZHP” (1971)[116]
- Złoty Krzyż „Za Zasługi dla ZHP” (1978)[117]
- Odznaka Kościuszkowska (1971)[118]
- Odznaka Honorowa Polskiego Czerwonego Krzyża I stopnia (1969)[119]
- Złoty Znak Związku Ochotniczych Straży Pożarnych (1964)[120]
- Medal im. Bolesława Rumińskiego (nadany przez Radę Główną Naczelnej Organizacji Technicznej, 1977)[121]
- Honorowa odznaka Zrzeszenia Studentów Polskich (1964)[122]
- Złota odznaka „Zasłużony Działacz Związku Zawodowego Hutników” (1966)[123]
- Medal za Zasługi dla Uniwersytetu im. Adama Mickiewicza w Poznaniu (1977)[124]
- Medal „Budowniczy Legnicko-Głogowskiego Okręgu Miedziowego” (1973)[125]
- Złota odznaka „Zasłużony działacz Związku Zawodowego Górników” (1968)[126]
- Medal pamiątkowy „Za zasługi dla Warszawskiego Okręgu Wojskowego” (1974)[127]
- Honorowa Odznaka 30-lecia PPR (1972)[128]
- Odznaka honorowa „Za Zasługi dla Warszawy” (1965)[129]
- Odznaka honorowa „Zasłużony dla Warmii i Mazur” (1960)[130]
- Złota odznaka „Zasłużonemu w rozwoju województwa katowickiego” (1960)[131]
- Złota odznaka „Zasłużonemu w rozwoju województwa częstochowskiego” (1978)[132]
- Honorowa odznaka „Zasłużonym – Celma” (od zakładu Celma Cieszyn, 1970)[133]
- Honorowy Tytuł Budowniczego Huty Katowice (1976)[134]
- Odznaka „Zasłużony dla Huty Katowice” (1978, nadana uchwałą Konferencji Samorządu Robotniczego Huty Katowice)[135]
- Medal pamiątkowy Wyższej Szkoły Oficerskiej Wojsk Zmechanizowanych im. Tadeusza Kościuszki (1971)[136]
- Medal „XVIII wieków Kalisza” (1972)[137]
- Odznaka pamiątkowa 20-lecia powstania Związków Zawodowych Pracowników Przemysłu Budowlanego (1973)[138]
- Medal pamiątkowy „30-lecia Apelu Wincentego Pstrowskiego” (1978)[139]
- Honorowy obywatel miasta Sosnowca (2002, pośmiertnie)[140]
- Tytuł członka honorowego Stowarzyszenia Inżynierów i Techników Górnictwa (1972)[141]

### Zagraniczne
- Wielki Krzyż Orderu Rewolucji Majowej (Argentyna, 1974)[142]
- Wielka Wstęga Orderu Leopolda z mieczami (Belgia, 1977)[143]
- Order Georgi Dimitrowa (Bułgaria, 1972)[144]
- Order Stara Płanina ze Wstęgą (Bułgaria, 1979)[145]
- Medal 90-lecia urodzin Georgi Dymitrowa (Bułgaria, 1972)[146]
- Honorowa odznaka miasta Sofii (1979)[147]
- Medal 50-lecia Komunistycznej Partii Czechosłowacji (Czechosłowacja, 1971)[148]
- Medal 30-lecia wyzwolenia Czechosłowacji przez Armię Radziecką (Czechosłowacja, 1975)[149]
- Krzyż Wielki Orderu Białej Róży Finlandii (1974)[150]
- Pamiątkowy medal miasta Helsinki (1974)[151]
- Krzyż Wielki Orderu Legii Honorowej (Francja, 6 października 1972)[152]
- Medal pamiątkowy „W 100. rocznicę Komuny Paryskiej” (1972)[153]
- Order José Martí (Kuba, 1975)[154]
- Medal 20-lecia szturmu na baraki Moncady (Kuba, 1977)[155]
- Order Gwiazdy Jugosłowiańskiej I klasy (Jugosławia, 1973)
- Wielki Łańcuch Orderu Księcia Henryka Żeglarza (Portugalia, 16 marca 1976)[156]
- Złoty Medal 50-lecia Włoskiej Partii Komunistycznej (1971)[157]
- Order Lenina (Związek Radziecki, 6 stycznia 1973)[158]
- Order Rewolucji Październikowej (Związek Radziecki, 6 stycznia 1978)[159]
- Medal jubileuszowy „W upamiętnieniu 100-lecia urodzin Władimira Iljicza Lenina” (Związek Radziecki, 1969)
- Medal jubileuszowy „Trzydziestolecia zwycięstwa w Wielkiej Wojnie Ojczyźnianej 1941–1945” (Związek Radziecki, 1975)[160]
- Odznaka honorowa Radzieckiego Komitetu Weteranów Wojny (Związek Radziecki, 1974)[161]
- Order Złotej Gwiazdy Garibaldiego (1975, nadany przez Komitet Centralny Włoskiej Partii Komunistycznej)[162]
- Złoty Medal Pokoju im. F. Joliot-Curie (1974, przyznany przez Światową Radę Pokoju)[163]
- Medal za Zasługi w Krzewieniu Pokoju i Praw Człowieka Międzynarodowego Instytutu Badania Praw Człowieka w Strasburgu (1980)[164]
- Medal 25-lecia Międzynarodowej Federacji Bojowników Ruchu Oporu (FIR, 1976)[165]
- Honorowy obywatel Belgradu (1973)[166]
- Honorowy obywatel Leforest (Francja, 1972)[167]